# Hans-Achaz Freiherr von Lindenfels
Hans-Achaz Freiherr von Lindenfels (* 14. Januar 1932 in Nürnberg; † 1. Januar 2017 in Landsberg am Lech) war ein deutscher Rechtsanwalt und Kommunalpolitiker. Er war unter anderem Oberbürgermeister der Stadt Marktredwitz.

## Werdegang
Hans-Achaz Freiherr von Lindenfels, Sohn von Luise von Lindenfels, geborene Wunderer, und des Landrats Hans Hellmut von Lindenfels, studierte nach dem Abitur am Amberger Gymnasium Rechtswissenschaften in München und absolvierte die Juristischen Staatsexamen 1954 und 1958. Danach war er von 1959 bis 1968 Verwaltungsjurist im bayerischen Staatsdienst. 1969 wurde er Oberrechtsrat in Marktredwitz.
Im Jahr 1970 wurde er als parteiloser Kandidat zum Oberbürgermeister der kreisfreien Stadt Marktredwitz gewählt. Er blieb 20 Jahre im Amt. In seiner Amtszeit verlor die Stadt ihre Kreisfreiheit. Als 1989 die DDR ihre Grenze öffnete, holten etwa 60.000 DDR-Bürger in Marktredwitz ihr Begrüßungsgeld ab. Nach seiner Abwahl 1990 war er in Adorf/Vogtland als Berater tätig und danach im Auftrag des Bayerischen Städtetages in Dresden. Zuletzt war von Lindenfels Geschäftsführer der städtischen Wohnungsbaugesellschaft Dresden.
Hans-Achzaz von Lindenfels war evangelisch, ab 1961 verheiratet mit Benita von Lindenfels, geborene von Feizitsch, und hatte zwei Kinder (Wolf-Christoph und Christina).

## Auszeichnungen
- 1984: Bundesverdienstkreuz am Bande
- 1996: Bundesverdienstkreuz 1. Klasse
- 1990: Ehrenbürgerschaft von Marktredwitz
- 1990: Bayerische Staatsmedaille für soziale Verdienste
- 2008: Egerländer Kulturpreis „Johannes-von-Tepl“